# تنازل بايون

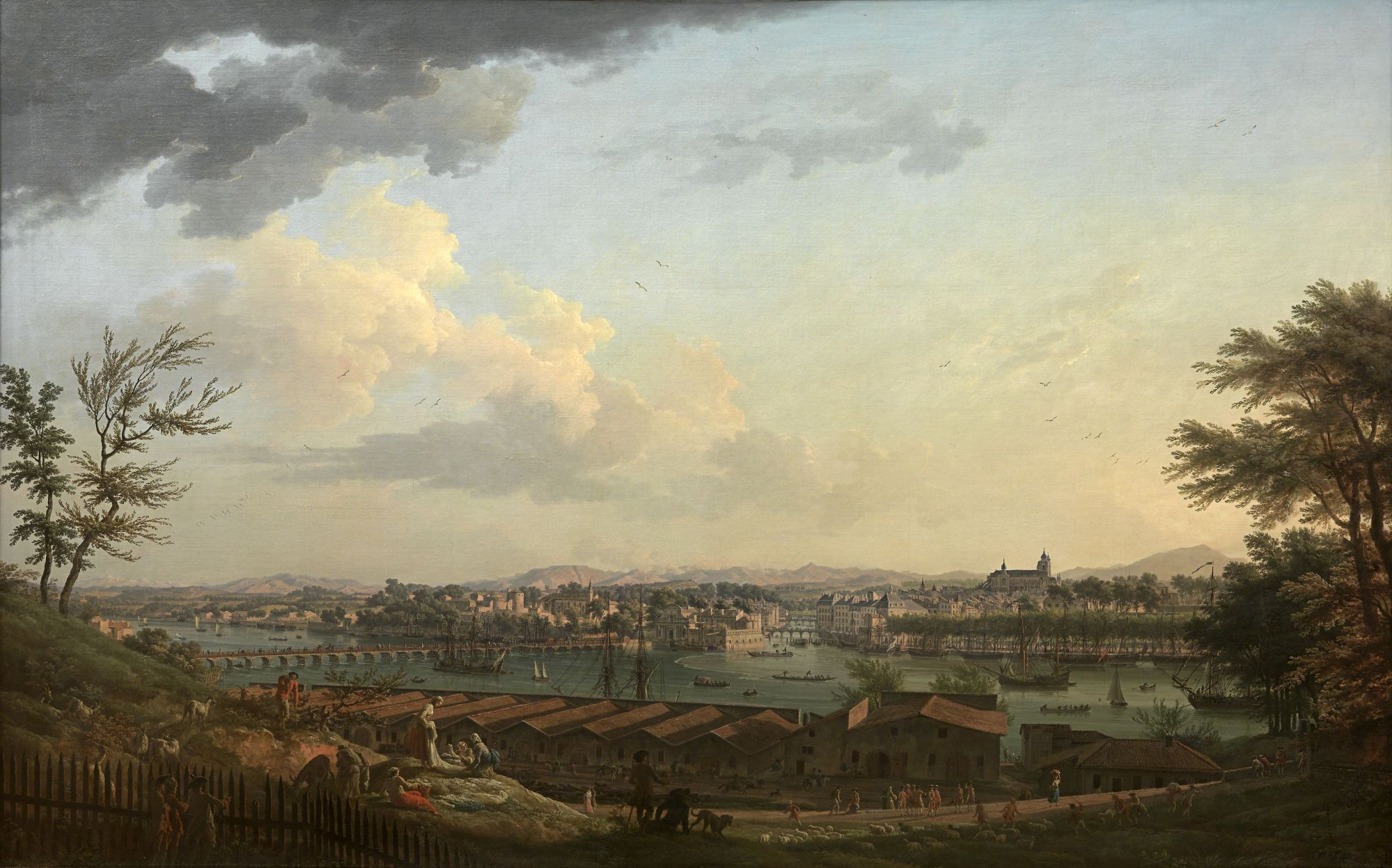
منظر لبايون، تم التقاطه في منتصف الطريق فوق جلاسيس دي لا سيتاديل

تنازل بايون حدثت في 7 مايو 1808 في قلعة ماراك في بايون عندما أجبر الإمبراطور الفرنسي نابليون الأول ملكين إسبان كارلوس الرابع وابنه فيرناندو السابع على التخلي عن العرش لصالحه. كانت هذه الخطوة رد نابليون على تمرد أرانجويز (17-19 مارس)، عندما أجبر فيرناندو السابع والده على التنازل عن العرش، وانتفاضة 2 مايو ضد القوات الفرنسية في إسبانيا (الموجودة وفقًا لمعاهدة فونتينبلو). وسلم نابليون بدوره تاج إسبانيا لأخيه جوزيف بونابرت. كانت نتيجة التنازل عن العرش مقاومة إضافية للوجود الفرنسي، مما أدى إلى حرب شبه الجزيرة (1808-1814). أُجبر نابليون في النهاية على إطلاق سراح فيرناندو. في 11 ديسمبر 1813، أعاد تنصيبه ملكًا لإسبانيا.